# Батейвия (Нью-Йорк)
Батейвия (англ.  Batavia ) — город и административный центр округа Дженеси в штате Нью-Йорк США.

## Описание
Административный центр округа Дженеси с 1802 года. Находится на северо-западе штата Нью-Йорк. Расположен вдоль ручья Тонаванда, на полпути между Буффало (на западе) и Рочестером (на северо-востоке). Батейвия является распределительным пунктом и торговым центром для молочного и сельскохозяйственного региона, а также имеет некоторую промышленность, включая производство теплообменного оборудования, распылителей сжатого воздуха и обуви.
Город был заложен в 1801 году Джозефом Элликоттом, инспектором компании Холланд-Ленд, который предложил назвать его Бустия или Бустиавилл в честь Пола Бусти, генерального агента компании. Вместо этого было выбрано название Батейвия (традиционное название Нидерландов) в честь голландских инвесторов компании. В 1868 году там была основана Школа для слепых штата Нью-Йорк. Индейская резервация Тонаванда расположена в 13 милях (21 км) к северо-западу, а исправительное учреждение Аттика — в 11 милях (18 км) к югу. Общественный колледж Дженеси, ныне являющийся частью системы  университета штата Нью-Йорк, был открыт в 1966 году. Деревня инкорпорирована в 1823 году; город с 1914 года. Население в 2000 году — 16 256 жителей; в 2010 году — 15 465 жителей.

## Население
| 2010   | 2020    |
| ------ | ------- |
| 15 465 | ↗15 600 |